# Róger Arturo Espinoza
Róger Arturo Espinoza (Juticalpa, Honduras, 14 de septiembre de 1959) es un entrenador hondureño. Actualmente se encuentra sin equipo.

## Clubes
| Club           | País     | Año       |
| -------------- | -------- | --------- |
| Juticalpa F.C. | Honduras | 2012-2013 |
| Juticalpa F.C. | Honduras | 2014-2016 |
| Olancho F.C.   | Honduras | 2016-2017 |
| Juticalpa F.C. | Honduras | 2018-2020 |
| Olancho F.C.   | Honduras | 2020-2021 |
| Juticalpa F.C. | Honduras | 2021      |
| Meluca F.C.    | Honduras | 2023      |

## Palmarés

### Campeonatos nacionales
| Título               | Club           | País     | Año  |
| -------------------- | -------------- | -------- | ---- |
| Apertura del Ascenso | Juticalpa F.C. | Honduras | 2012 |
| Apertura del Ascenso | Juticalpa F.C. | Honduras | 2014 |